# Casimcea (okręg Tulcza)
Casimcea – wieś w Rumunii, w okręgu Tulcza, w gminie Casimcea. W 2011 roku liczyła 1420 mieszkańców.